# Terry Moore (actriu)
Helen Luella Koford, coneguda artísticament com a Terry Moore (Los Angeles, Califòrnia, 7 de gener de 1929) és una actriu estatunidenca. Va ser coneguda sota diferents pseudònims Jan Ford, Judy Ford, o amb el seu nom real Helen (Luella) Koford. Va ser nominada a l'Oscar pel seu paper en un èxit de l'època titulat Come Back, Little Sheba (1953), produït pels estudis Paramount Pictures.

## Biografia[1][2]
Moore va treballar a la ràdio durant els anys 1940, especialment com Bumps Smith a The Smiths of Hollywood. Va fer de protagonista en uns quants èxits de taquilla, incloent-hi El gran goril·la (1949), Come Back, Little Sheba (1952) (per la qual seva ser nominada per l'Oscar a la millor actriu secundària, i Peyton Place  (1957). Va aparèixer a la coberta de Life  el 6 de juliol de 1953, com "Hollywood's sexy tomboy".
La foto de Moore es va utilitzar a la coberta de la segona edició del llibre de còmics My Diary datat el març de 1950
Durant els anys 1950, Moore va treballar intensament en pel·lícules com The Great Rupert (1950), Two of a Kind (1951), Man on a Tightrope (1953), Daddy Long Legs (1955), Between Heaven and Hell (1956), Bernardine (1957), A Private's Affair (1959), i Why Must I Die? (1960).
Pels anys 1960, la carrera de Moore havia defallit. Havia començar a aparèixer menys freqüentment en pel·lícules. Tanmateix, feia pel·lícules com Platinum High School (1960), She Should Have Stayed in Bed (1963), Black Spurs (1965), Waco (1966), i A Man Called Dagger (1967). Faltant-li els papers al cinema, Moore marxa a la televisió. El 1962, feia de filla d'un granger en un western de la NBC, Empire. També va aparèixer en el programa d'entrevistes de la NBC 
Here's Hollywood.
Després dels anys 1960, Moore semi retirada d'actuar, només completa dues pel·lícules durant els anys 1970; encara que pels anys 1980 la seva carrera havia continuat amb papers menors en pel·lícules de baix pressupost de Sèrie B. Moore té una estrella en el passeig de la Fama de Hollywood al 7080 del Hollywood Blvd.
Després d'un llarg període d'oblit, va tornar a l'actualitat a la meitat dels anys 1970 afirmant haver-se casat secretament amb Howard Hughes en un iot a les aigües internacionals de Mèxic el 1949. Va pretendre mai no haver-se divorciat i va reclamar una part de la fortuna del multimilionari després de la seva defunció el 1976. Les seves reclamacions van concloure el 1984 quan va obtenir el pagament d'una indemnització  del Trust Hughes encarregat d'administrar l'heretatge del magnat. Continuant sent els termes de l'acord secrets, s'ignora el muntant de la suma qui li va ser donada a canvi de l'abandó de totes les persecucions judicials.
És la mare de l'actor Grant Cramer.

## Filmografia parcial
- 1947: The Devil on Wheels, de Crane Wilbur
- 1949: El gran goril·la (Mighty Joe Young), d'Ernest B. Schoedsack
- 1951: Two of a Kind, de Henry Levin
- 1951: The Barefoot Mailman, d'Earl McEvoy
- 1952: Come Back, Little Sheba, de Daniel Mann
- 1953: Man on a Tightrope, d'Elia Kazan
- 1953: King of the Khyber Rifles, de Henry King
- 1956: Between Heaven and Hell, de Richard Fleischer
- 1965: Town Tamer, de Lesley Selander
- 1965: Black Spurs, de R. G. Springsteen
- 1966: Waco, de R. G. Springsteen

## Premis i nominacions
Nominacions
- 1952: Oscar a la millor actriu secundària per Come Back, Little Sheba